# Asbkhān
Asbkhvān (persiska: اسب خان, Asb Khān, اسبخوان) är en ort i Iran.   Den ligger i provinsen Östazarbaijan, i den nordvästra delen av landet, 500 km nordväst om huvudstaden Teheran. Asbkhvān ligger 1 790 meter över havet och antalet invånare är 103.
Terrängen runt Asbkhvān är kuperad åt nordost, men åt sydväst är den platt. Runt Asbkhvān är det ganska glesbefolkat, med 35 invånare per kvadratkilometer. Närmaste större samhälle är Ahar, 18,6 km nordost om Asbkhvān. Trakten runt Asbkhvān består i huvudsak av gräsmarker.